# Eugen Kaufmann
Eugen Carl Kaufmann, später Eugene Charles Kent, (* 8. Januar 1892 in Frankfurt am Main; † 21. Juni 1984 in London) war ein deutsch-britischer Architekt jüdischer Herkunft aus dem Umkreis von Ernst May.

## Leben
Eugen Kaufmann stammte aus einer in Hessen ansässigen jüdischen Familie und wuchs in Frankfurt auf. Er studierte ab 1910 an der Technischen Hochschule München bei Theodor Fischer und Friedrich von Thiersch, dann 1913/14 an der Technischen Hochschule Berlin Architektur. Von 1914 bis 1919 kämpfte er als deutscher Soldat im Ersten Weltkrieg an der Ost- und Westfront und wurde mit dem Eisernen Kreuz I. Klasse ausgezeichnet. Ab 1919 war er Mitarbeiter von Oskar Kaufmann in Berlin, Gustav Wolff in Halle und Bruno Taut im Magdeburger Stadtplanungsamt. Sein Versuch, in Norditalien 1924 mit einem italienischen Kollegen eine Partnerschaft zu gründen, scheiterte aufgrund seiner jüdischen Herkunft.
1925 kehrte Kaufmann auf Einladung von Ernst May nach Frankfurt zurück. Er leitete bis 1931 als städtischer Baurat die Abteilungen Typisierung, Wohnungsbau und Bauberatung mit 16 Mitarbeitern, darunter Ferdinand Kramer, entwickelte mit May im Projekt Neues Frankfurt die Siedlungen Praunheim und Westhausen, um 1928 mit Herbert Boehm die Gärtnerei-Siedlung Strahlenberger Lehen. Er errichtete 1926 das Gebäude des städtischen Fuhrparks wie 1930/31 die Ebelfeldschule in Praunheim mit Willi Pullmann und 1932 in Zusammenarbeit mit dem Pädagogen Franz Kade (1893–1987) die neue Dorfschule (einklassige Dorfschule mit Kindergarten) in Wörsdorf. Zusammen mit Max Cetto, Josef Hartwig, Robert Michel und Joseph Gantner war er Mitglied der im Oktober 1928 gegründeten Frankfurter Oktobergruppe.

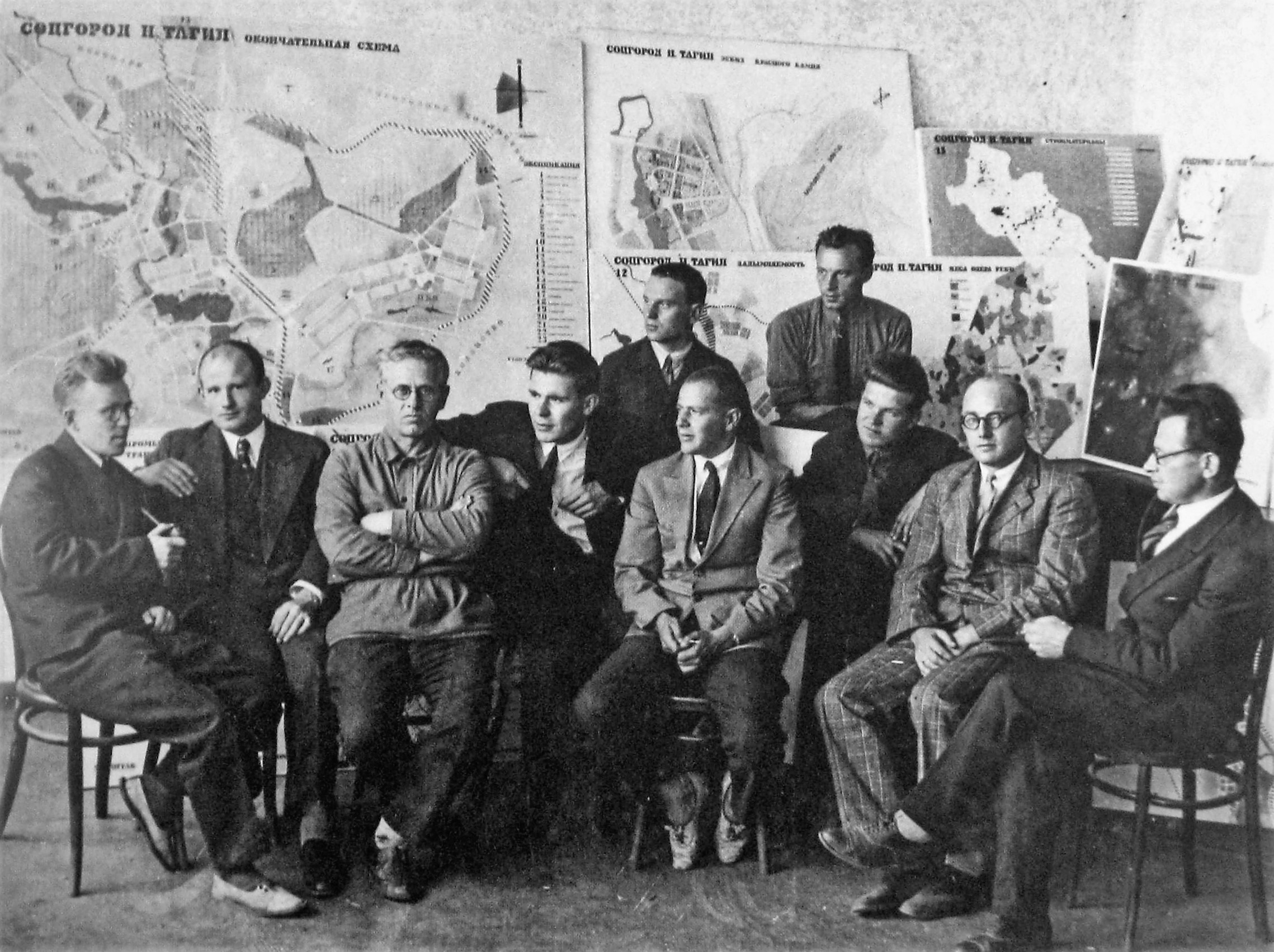
Die „Brigade May“ in der Sowjetunion (1931)

1931 folgte Eugen Kaufmann Ernst May in die UdSSR. Dort arbeitete er von 1932 bis 1933 für die Planungsbehörde:Sojuzstandartžilstroj/Standartgorproekt am Generalbebauungsplan Makeevka zusammen mit Fred Forbat und Mart Stam. Ab Sommer 1933 lebte Kaufmann mit seiner Familie aufgrund der politischen Entwicklungen unter Stalin und Hitler in Großbritannien, wo er in London bis 1939 zunächst in Partnerschaft mit Frederic Towndrow, dann bis 1967 unter dem Namen Eugene Charles Kent als selbstständiger Architekt wirkte. Kaufmann nahm 1929, 1930 und 1937 an den Treffen des CIAM teil, gehörte zur Architektengruppe „The Circle“ und war Mitglied der RIBA.
Die RIBA-Library in London ist in Besitz des unveröffentlichten Manuskriptes der um 1977 verfassten Eugene Charles Kent’s Autobiographical Memoirs.

## Bauten und Entwürfe

Publikation von Architekt Eugen Kaufmann und Pädagoge Franz Kade zur Reformschule, Buchcover, 1930

- 1922: Wettbewerbsentwurf für ein Volkshaus in Halle an der Saale (prämiert mit einem 1. Preis)
- 1929: Entwurf für eine Volksschule (genannt Hindenburg-Schule) in Frankfurt-Praunheim
- 1929: Wettbewerbsentwurf für die Siedlung Haselhorst der Reichsforschungsgesellschaft für Wirtschaftlichkeit im Bau- und Wohnungswesen e.V. in Berlin (gemeinsam mit Herbert Boehm; prämiert mit einem 2. Preis)
- 1929–1930: zusammen mit Herbert Boehm und Eugen Blanck: Unterstandspavillon im Huthpark in Frankfurt-Seckbach.[8]
- 1930: Pavillonschule in Frankfurt-Praunheim.[9]
- 1930–1932: Taunusschule in Wörsdorf, gemeinsam mit dem späteren NS-Pädagogen Franz Kade  (heutige Franz-Kade-Schule) in Wörsdorf[10]

## Ehrungen
Die Eugen-Kaufmann-Straße in Frankfurt-Kalbach-Riedberg wurde im April 2013 nach ihm benannt.